# Brzezinki (gmina Wręczyca Wielka)
Brzezinki – wieś w Polsce, położona w województwie śląskim, w powiecie kłobuckim, w gminie Wręczyca Wielka.
W latach 1975–1998 miejscowość administracyjnie należała do województwa częstochowskiego.
Wieś położona jest na zachód od Wręczycy Wielkiej, przy drodze powiatowej Truskolasy-Kuleje. Podlega parafii św. Maksymiliana Marii Kolbego w Kulejach, należy do obwodu Szkoły Podstawowej w Kulejach i Gimnazjum w Truskolasach. Jest to najmniej liczna miejscowość gminy.
Nazwa wsi najprawdopodobniej pochodzi od słowa „brzezina” oznaczającego młody las brzozowy.
Do początków XX wieku wieś była pustkowiem. Wymieniana była m.in. w dokumentach parafii w Truskolasach, do której należała. Po odzyskaniu przez Polskę niepodległości miały miejsce zmiany administracyjne. W marcu 1919 roku nastąpił podział gromady Truskolasy. Oddzielono wówczas wsie Zamłynie, Gawędzie i Brzezinki.